# Hannes Fabig
Hannes Fabig (* 7. Dezember 1939 in Gottesberg, Provinz Schlesien; † 12. Dezember 2008 in Hildesheim) war ein deutscher Bühnenbildner, Schauspieler, Regisseur und Maler.

## Jugend, handwerkliche und künstlerische Ausbildung
Der Sohn eines Bankbeamten ging nach der Vertreibung ab 1946 in Werdau in Sachsen zur Schule, machte die mittlere Reife und wurde Feinmechaniker. Dann besuchte er die Mal- und Zeichenschule Zwickau, wo er Schüler u. a. von Erik Winnertz war.
1958 gelang der Familie die Übersiedlung nach München. Dort ging er bei Toni Trepte und Konstantin Garneff in die Lehre, und studierte, nach Erlangung der Fachhochschulreife, einige Semester Maschinenbau am Polytechnikum. Dieser Beruf füllte ihn aber nicht aus und er fing an, als freier Maler zu arbeiten. Unter anderem in zwei Ausstellungen in München präsentierte er seine Bilder.
Von 1960 an besuchte er die Neue Münchner Schauspielschule und wurde Schüler von Hans Schweikart. Eine Mitschülerin war Gila von Weitershausen. An eine Anekdote erinnert sich später Klaus Engeroff: In der Klasse erschien eines Tages ein Mann reiferen Alters, der den Schülern ein wenig auf den Zahn fühlen wollte und fragte, wie man denn ihrer Meinung nach zum Schauspieler werden könne, worauf Fabig ihm erklärte: ‹Also Sie sind auf jeden Fall schon zu alt dazu.› Der Mann war ein Oscar-gekrönter Mime und hieß Maximilian Schell.
Weil das Geld knapp war, finanzierte Fabig sein Studium als Werkzeugmacher, er brachte es bis zum Leiter der Versuchsabteilung für Thermorelais der Schaltbau AG in München.

## Bühnenbildner und Schauspieler
Die ersten Engagements als Schauspieler folgten Ende 1962, unter anderem am Münchner Residenztheater. Erstmals als Bühnenbildner, aber zugleich auch als Schauspieler, trat er, ebenfalls in München, an der Lore-Bronner-Bühne hervor und spielte erste kleinere Rollen in Filmen und im Fernsehen; so zum Beispiel in Max, der Taschendieb mit Heinz Rühmann. Zu dieser Zeit lernte er die schweizerische Schauspielerin Rita Gallen kennen (eigentlich Rita Bünzli aus Sankt Gallen, daher der Künstlername), die er 1964 heiratete.
1963 erhielt er in Sommerhausen bei Würzburg vom Prinzipal des Torturmtheaters, Luigi Malipiero, einige Stückverträge und mietete sich in Segnitz am Main in einen ehemaligen Wehrturm ein, den er fortan 45 Jahre lang als „Türmer von Segnitz“ liebevoll restaurierte und bewohnte. Danach war er zwei Jahre als Bühnenbildner, Schauspieler und auch als Regisseur am Theater der Altstadt in Stuttgart.

## Künstlerische Erfolge
Inzwischen hatte er sich einen hervorragenden Namen gemacht. Denkwürdig etwa die Premiere von Jules Vernes Reise um die Erde in 80 Tagen in der Bühnenfassung von Pavel Kohout in Stuttgart, für die es einen Verriss in Grund und Boden gab – mit der einzigen Ausnahme Hannes Fabig:
...statisch. [Die] Aufführung [zog sich] mit müder Hochgestochenheit dahin. [...] Spannungsbögen [...] sackten zusammen. Die Rollen saßen schlecht, [...] Sprechunsicherheiten. [...] Eine Ausnahme machte Hannes Fabig, der den Passepartout französisch-nonchalant, charmant und schwungvoll über die Bühne brachte. (Stuttgarter Nachrichten, 2. Februar 1966)
1966–68 war er unter Intendant Johannes Keppler Schauspieler in Hof und nahm Freilichtengagements in Feuchtwangen und Wunsiedel an. Bis 1971 war er erneut am Theater der Altstadt in Stuttgart als Bühnenbildner, Schauspieler und Spielleiter.
16 Jahre, bis 1987, arbeitete er mit Regisseuren wie Walter Riss (Mozarteum Salzburg), Peter Baumgardt (Staatstheater am Gärtnerplatz), Michael Haneke (Filmregisseur), Heinz W. Krückeberg (Hannover) und Jan Biczycki (München) als Bühnenbildner am Stadttheater Hildesheim. Unter den Intendanten Walter Zibell und später Pierre Léon war er für Oper, Operette, Musical, Schauspiel und Ballett tätig. Aber auch in Hildesheim war er, wie immer, zugleich auch Schauspieler, auch wenn sein herausragendes Markenzeichen seine „traumhaft schönen, handwerklich perfekten Bühnenbilder“ waren.
Ein Beispiel für eine Rezension in dieser Zeit:

„Die Besucher harrten bei der Premiere [der] «Emigranten» von Slawomir Mrozek auf harten Stühlen aus, um [...] Werner Trakis und Hannes Fabig für die große schauspielerische wie physische Leistung Beifall zu zollen. Denn ihnen war es gelungen, das Publikum in einer zweistündigen Vorstellung ohne Pause, wenn überhaupt, dann nur für kurze Momente, aus der Spannung zu entlassen.[...]
Werner Trakis und Hannes Fabig schaffen [...] eine Atmosphäre zwischen Weinen und Lachen. Beide als Komödianten par excellence bekannt, wahren sie doch immer die Grenze zwischen Spiel und Realität. So sehr die eine oder andere Szene zur Clownerie verführen mag, so schnell rufen sie auch immer wieder den verzweifelten Menschen hinter dieser komischen Figur ins Gedächtnis zurück.
Da ist Werner Trakis diese miese Type, die mit sadistischer Freude geierhaft mit intellektuell gefärbten Gemeinheiten auf den unbeholfenen XX einhackt. [...]
Jeder Versuchung, den Analphabeten XX als einfältigen Tölpel erscheinen zu lassen, widersteht Hannes Fabig... [...] Sein XX ist mit schelmischer Schlitzohrigkeit naiv, er ist von redseliger Treuherzigkeit und wird gehetzt von blanker Existenzangst. Er schickt sich mit der Weisheit der Unwissenden in seine Hilflosigkeit und wehrt sich mit kreatürlichem Instinkt gegen das zersetzende Gerede seines Gegenspielers. Mit schlafwandlerischer Sicherheit führt er den Zuschauer auf dem schmalen Grat zwischen Sympathie und Abneigung [...]“

Drei Jahre lang, 1975–77, war Fabig Ausstattungsleiter der Freilichtspiele Bad Segeberg unter dem Intendanten Harry Walther. Er entrümpelte das sogenannte Kalkbergstadion gründlich und sorgte als bleibendes Verdienst für erheblich bessere Sicht für alle Zuschauer. Das Lob dafür drang trotz eines vorübergehenden ‹Indianeraufstands› bis in die chilenische Zeitung Cóndor vor.

## Nähe zur Intendanz
1986 wurde er Ausstattungsleiter und erst stellvertretender, später kommissarischer Intendant des E.T.A.Hoffmann Theaters in Bamberg.
1991 ging er als Leiter des Ausstattungsateliers nach Stendal. 1995 sagte er der Augsburger Allgemeinen rückblickend in einem seiner sehr seltenen Interviews: „Mich reizte es, nach der Wende mit Dingen konfrontiert zu werden, mit denen ich 30 Jahre nichts zu tun hatte.“ – 1994 hatte ihn Peter Baumgardt nach Augsburg geholt.
Abgesehen von seinem ausgeprägten Widerwillen, Journalisten etwas zu erklären, war Fabig immer offen für Neues. Die Qualität eines Bühnenbildners lag für ihn weniger in der Selbstverwirklichung desselben, sondern auch darin, ‹daß er konform mit der Konzeption eines Hauses gehen kann, sein Handwerk beherrscht und dem Publikum das Stück inhaltlich sichtbar macht› (aus dem genannten Interview mit der Augsburger Allgemeinen).
Im Jahr 2000 hatte er Ausstattungen auf dem Gelände der Weltausstellung in Hannover übernommen. Es war auch das Jahr, in dem seine Frau starb.

## Letzte Arbeiten und Ausstellungen desTürmer von Segnitz
Seit 2003 näherte er sich wieder dem Beginn seines Schaffens, der Malerei. Er nutzte seinen Turm zu vielbeachteten Ausstellungen und hatte das Glück, mit Rose Kocher, die seit langem, mit Boris Kubik (ebenfalls Bühnenbildner) eine Freundin der Familie war, eine neue Lebensgefährtin zu finden.
Dann meldete sich eine Krankheit, an der er seit Jahrzehnten laborierte, mit Macht zurück. Seine letzte Arbeit – sie fertigzustellen fiel ihm schon schwer, führte ihn nochmals zu seinen handwerklichen Wurzeln: Das originalgetreue Modell einer Schiffmühle des 18. Jahrhunderts nach historischen Plänen, für eine vielbeachtete Ausstellung in seinem Turm.
Er starb am 12. Dezember 2008 in Hildesheim. Die Rede bei der Trauerfeier am 19. Dezember hielt Klaus Engeroff. Die Beisetzung auf dem Segnitzer Friedhof, wo schon seine Frau Rita die letzte Ruhestätte gefunden hatte, war am 4. Februar 2009.